# 行成糰子

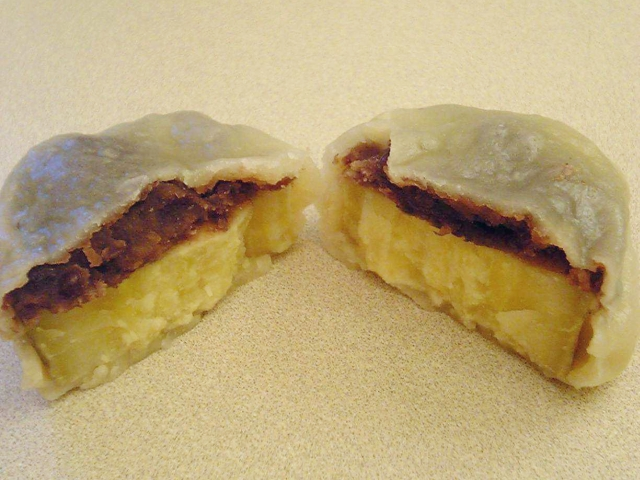
即時團子

行成團子（いきなりだんご）是日本九州地方熊本縣的鄉土料理與鄉土菓子。

## 概要
行成糰子是將切成輪狀的番薯，以小麥粉、糰子粉與鹽製成的麵糰包裹後蒸熟而成的食品。自昭和時代起，開始普遍以番薯搭配小豆餡一同包裹，現今以此製法為主流。
在熊本縣的大津地域，以及菊池平野、熊本平野的農家中，於番薯收穫季節作為點心食用。即便在一般家庭中也傳統性地持續自製，因此在日本的點心文化中，擁有罕見的歷史背景。
近年來，隨著保存技術的發展，行成團子亦以真空包裝或冷凍食品的形式販售。本來是作為現做現吃的食品，但亦出現了如將冷凍品半解凍後食用的「冷食行成糰子」等新型食用方式。

## 名稱
「行成（いきなり）」一詞在熊本辯中有「簡單、迅速、立刻」之意。「行成糰子（いきなりだんご）」得名於其製作方式簡便迅速，能在短時間內完成，亦可迅速招待突如其來的客人。此外，也有一種說法認為，「行成（いきなり）」的意涵源自於將番薯直接用麵糰包裹後蒸煮，象徵著製作過程的簡易。
另有一種起源說法指出，在熊本的一部分地區，「行成之人（いきなりな人）」意指那些不擅長整理、行事草率的人。由此引申，「行成（いきなり）」亦有「粗略、草率」之意，並認為行成糰子（いきなりだんご）因其可以粗略快速地製作而得名。